# Borgtinderne
Borgtinderne är en nunatak i Grönland (Kungariket Danmark).   Den ligger i kommunen Sermersooq, i den sydöstra delen av Grönland, 1 200 km öster om huvudstaden Nuuk. Toppen på Borgtinderne är 2 299 meter över havet.
Terrängen runt Borgtinderne är bergig åt nordväst, men åt sydost är den kuperad.  Trakten runt Borgtinderne är nära nog obefolkad, med mindre än två invånare per kvadratkilometer. Det finns inga samhällen i närheten. Trakten runt Borgtinderne är permanent täckt av is och snö.